# 仙米乡
仙米乡，是中华人民共和国青海省海北藏族自治州门源回族自治县下辖的一个乡镇级行政单位。

## 行政区划
仙米乡下辖以下地区：
大庄村、达隆村、德欠村、龙浪村、梅花村、桥滩村、塔里华村和讨拉村。